# ホンジュラスの鉄道

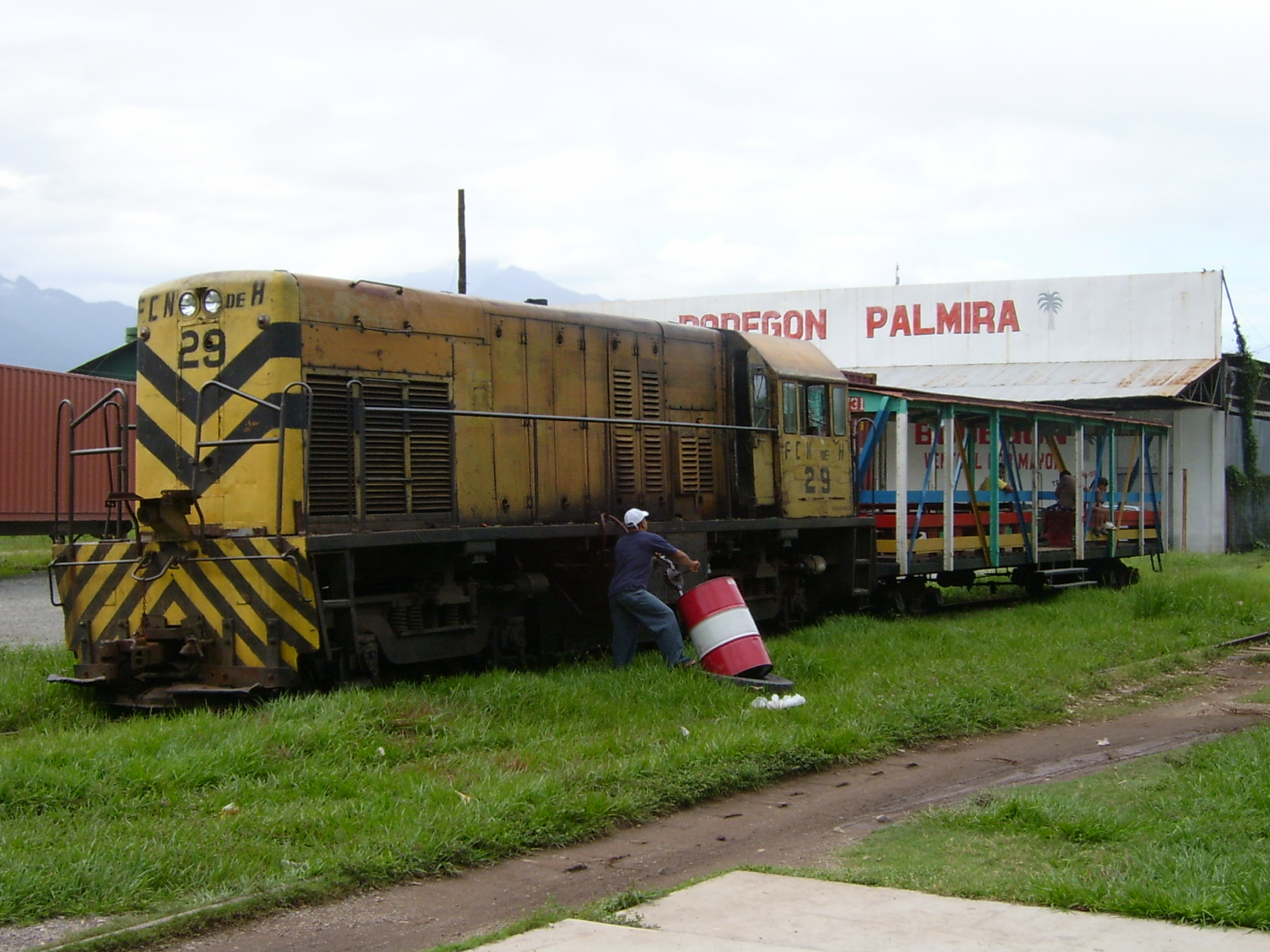
ラ・セイバ区間のFNHの旅客列車。機関車に手作業で給油をしている。右側に色鮮やかな客車が連結されている。

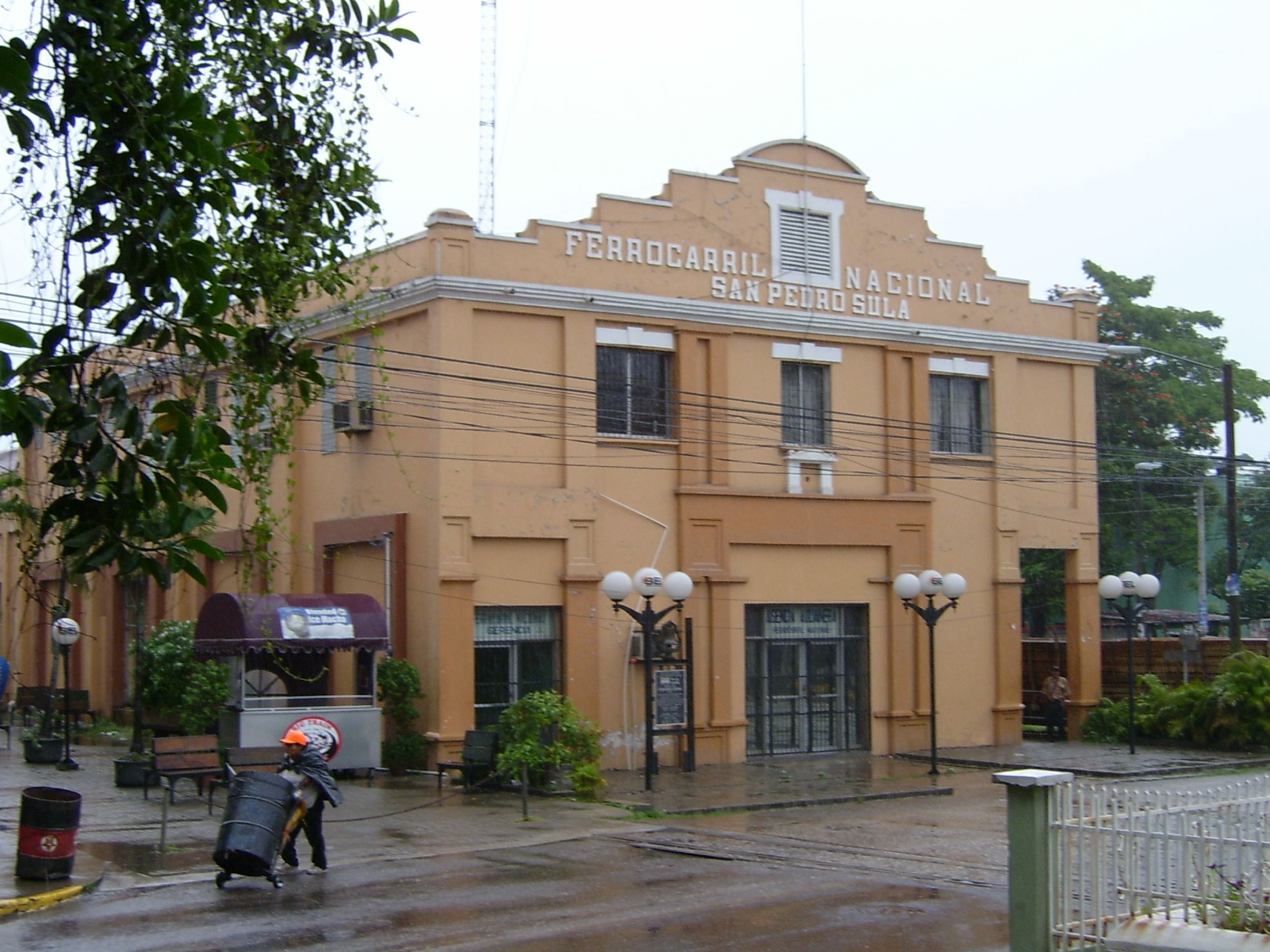
FNHのサン・ペドロ・スーラの駅舎

ホンジュラスの鉄道では、ホンジュラスにおける鉄道について記述する。
ホンジュラスの鉄道は、19世紀の終わりと20世紀の初めにアメリカ合衆国の競合する2つの企業、ユナイテッド・フルーツ社（テラ・レイルロード・カンパニー）とスタンダード・フルーツ社（後に鉄道は国有化。FNHの前身）によって建設された。鉄道はすべてカリブ海沿岸地域にあり、首都テグシガルパまで線路が到達することはなかった。1993年、ホンジュラス国内の鉄道の総延長距離は785キロメートルであった。2006年の時点で、FNH（Ferrocarril Nacional de Honduras、ホンジュラス国営鉄道）の管理下にある路線は次の3区間を残すのみである。
- サン・ペドロ・スーラ - プエルト・コルテス （50キロメートル、貨物路線で主に材木を運搬）
- ラ・セイバ （3キロメートル、市内のダウンタウンと西郊外にあるシトラマクサ区域を乗客輸送）
- ラ・ウニオン - クェロ・イ・サラード野生保護区 （9キロメートル、ココナッツを加工工場へ運搬、野生保護区へのツーリストの輸送）

## 歴史

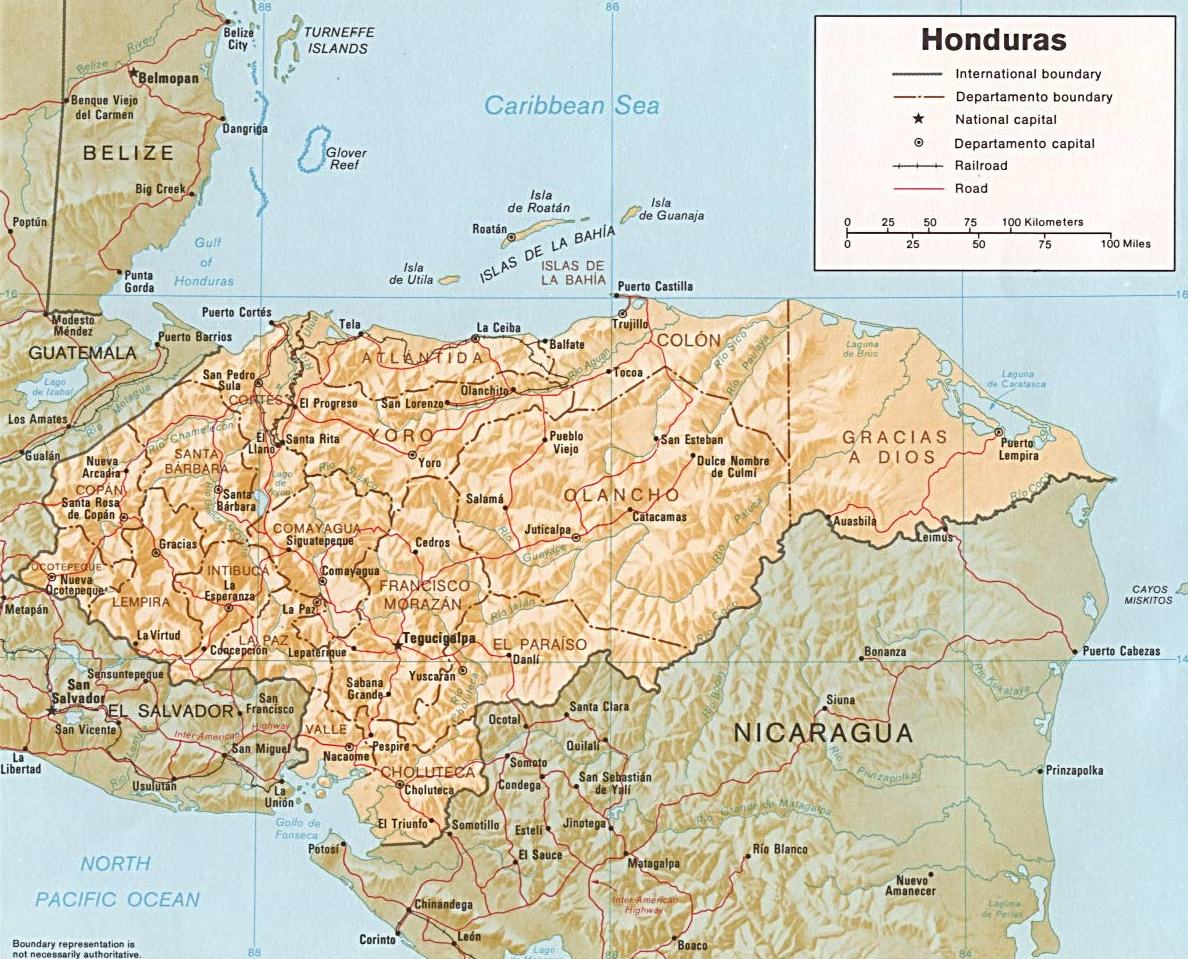
1985年のホンジュラスの地図。鉄道路線が描かれている。

ホンジュラスの鉄道は当初フルーツ会社によって敷設され、それぞれ異なる軌間の軌道をもつ、2つの別個の鉄道から成り立っている。2つの鉄道はホンジュラスの北中部と北西部のカリブ海沿岸地域に位置し、貨物と乗客の輸送を行っていた。
延長距離がより長い鉄道は約600キロメートルの線路があり、1900年代初めにスタンダード・フルーツ社によって建設された。この鉄道は、半分は3フィート6インチ（1,067mm）の狭軌区間で、もう半分は3フィート（914mm）の狭軌区間で構成されていた。ホンジュラス政府は1983年にスタンダード・フルーツ社の鉄道を国有化し、名称をFNH（Ferrocarril Nacional de Honduras、ホンジュラス国営鉄道）と変更した。
もう一方は、チキータ・ブランズ・インターナショナル社（ユナイテッド・フルーツ社の後身）の子会社であるテラ・レイルロード・カンパニーが所有しており、1,067mmの狭軌で延長距離は190キロメートルに及んだ。

## 隣接国との鉄道接続状況
- グアテマラ - 接続なし
- エルサルバドル - 接続なし
- ニカラグア - 接続なし